# Ascochyta doronici
Ascochyta doronici är en svampart som beskrevs av Allesch. 1897. Ascochyta doronici ingår i släktet Ascochyta, ordningen Pleosporales, klassen Dothideomycetes, divisionen sporsäcksvampar och riket svampar.   Inga underarter finns listade i Catalogue of Life.